# 5,5'-联四唑
5,5'-联四唑是一种有机化合物，化学式为C2H2N8。它可由氰和叠氮化钠在三氯化铝存在下反应制得，或由5,5'-联四唑二钠和盐酸反应得到。它和过一硫酸钾、乙酸钾反应，可以得到二羟基联四唑。